# Association Sportive de Saint-Étienne 1982-1983
La pagina raccoglie i dati riguardanti l'Association Sportive de Saint-Étienne nelle competizioni ufficiali della stagione 1982-1983.

## Stagione
I nuovi acquisti (in particolare Genghini e Moizan) effettuati dalla nuova dirigenza non compensarono alcune partenze importanti (Platini, Lopez e Gardon) rese necessarie in seguito ai problemi finanziari dovuti allo scandalo delle casse nere. Il risultato fu quindi una stagione anonima disputata dalla squadra (fu eliminata precocemente da tutte le Coppe e disputò un campionato di classifica medio-bassa conclusosi al quattordicesimo posto) che vide, dopo undici anni, un avvicendamento in panchina (Herbin fu esonerato in favore del suo vice Guy Briet).

## Maglie e sponsor
Rispetto alla stagione precedente la divisa della squadra (firmata Le Coq Sportif e sponsorizzata da KB Jardin) rimane immutata.
| Manica sinistra · Manica sinistra · Maglietta · Manica destra · Manica destra · Pantaloncini · Calzettoni |

## Organigramma societario
Area direttiva
- Presidente:  Paul Bressy

Area tecnica
- Allenatore:  Robert Herbin, poi  Guy Briet

## Rosa
| N. |                    | Ruolo | Calciatore            |
| -- | ------------------ | ----- | --------------------- |
| -  | Francia (bandiera) | P     | Jean Castaneda        |
| -  | Francia (bandiera) | P     | Éric Solignac         |
| -  | Francia (bandiera) | D     | Patrick Battiston     |
| -  | Francia (bandiera) | D     | Gérard Janvion        |
| -  | Francia (bandiera) | D     | Patrice Lestage       |
| -  | Francia (bandiera) | D     | Philippe Mahut        |
| -  | Francia (bandiera) | D     | Jean-Philippe Primard |
| -  | Francia (bandiera) | D     | Thierry Wolff         |
| -  | Francia (bandiera) | C     | Yves Colleu           |
| -  | Francia (bandiera) | C     | Jean-François Daniel  |
| -  | Francia (bandiera) | C     | Patrice Ferri         |
| -  | Francia (bandiera) | C     | Bernard Genghini      |

| N. |                        | Ruolo | Calciatore           |
| -- | ---------------------- | ----- | -------------------- |
| -  | Francia (bandiera)     | C     | Jean-François Larios |
| -  | Francia (bandiera)     | C     | Thierry Oleksiak     |
| -  | Francia (bandiera)     | C     | Gilles Peycelon      |
| -  | Francia (bandiera)     | C     | Jean-Louis Zanon     |
| -  | Francia (bandiera)     | C     | Alain Moizan         |
| -  | Francia (bandiera)     | A     | Pascal Carrot        |
| -  | Francia (bandiera)     | A     | Patrice Chillet      |
| -  | Danimarca (bandiera)   | A     | Flemming Christensen |
| -  | Francia (bandiera)     | A     | Laurent Paganelli    |
| -  | Paesi Bassi (bandiera) | A     | Johnny Rep           |
| -  | Francia (bandiera)     | A     | Laurent Roussey      |

## Statistiche

### Statistiche di squadra
| Competizione     | Punti | Totale | Totale | Totale | Totale | Totale | Totale | DR |
| Competizione     | Punti | G      | V      | N      | P      | Gf     | Gs     | DR |
| ---------------- | ----- | ------ | ------ | ------ | ------ | ------ | ------ | -- |
| Division 1       | 34    | 38     | 11     | 12     | 15     | 41     | -26    |    |
| Coppa di Francia | -     | 3      | 2      | 0      | 1      | 4      | 3      | +1 |
| Coppa UEFA       | -     | 4      | 1      | 1      | 2      | 4      | 5      | -1 |
| Totale           |       | 45     | 14     | 13     | 18     | 49     | 57     | -8 |

### Statistiche dei giocatori
| Giocatore   | Division 1 | Division 1 |
| Giocatore   | Presenze   | Reti       |
| ----------- | ---------- | ---------- |
| Battiston   | 29         | 3          |
| Carrot      | 8          | ?          |
| Castaneda   | 36         | ?          |
| Chillet     | 2          | ?          |
| Christensen | 22         | 1          |
| Colleu      | 20         | ?          |
| Daniel      | 11         | ?          |
| Ferri       | 1          | ?          |
| Genghini    | 36         | 8          |
| Janvion     | 24         | 1          |
| Larios      | 11         | 2          |
| Lestage     | 30         | 1          |
| Mahut       | 35         | 1          |
| Moizan      | 18         | ?          |
| Oleksiak    | 31         | 1          |
| Paganelli   | 15         | 2          |
| Peycelon    | 4          | ?          |
| Primard     | 2          | ?          |
| Rep         | 34         | 7          |
| Roussey     | 26         | 8          |
| Solignac    | 2          | ?          |
| Wolff       | 24         | ?          |
| Zanon       | 37         | 6          |